# Famille Mosselman
 (juin 2017).
Si vous disposez d'ouvrages ou d'articles de référence ou si vous connaissez des sites web de qualité traitant du thème abordé ici, merci de compléter l'article en donnant les références utiles à sa vérifiabilité et en les liant à la section « Notes et références ».
Cette page explique l’histoire ou répertorie les différents membres de la famille Mosselman.

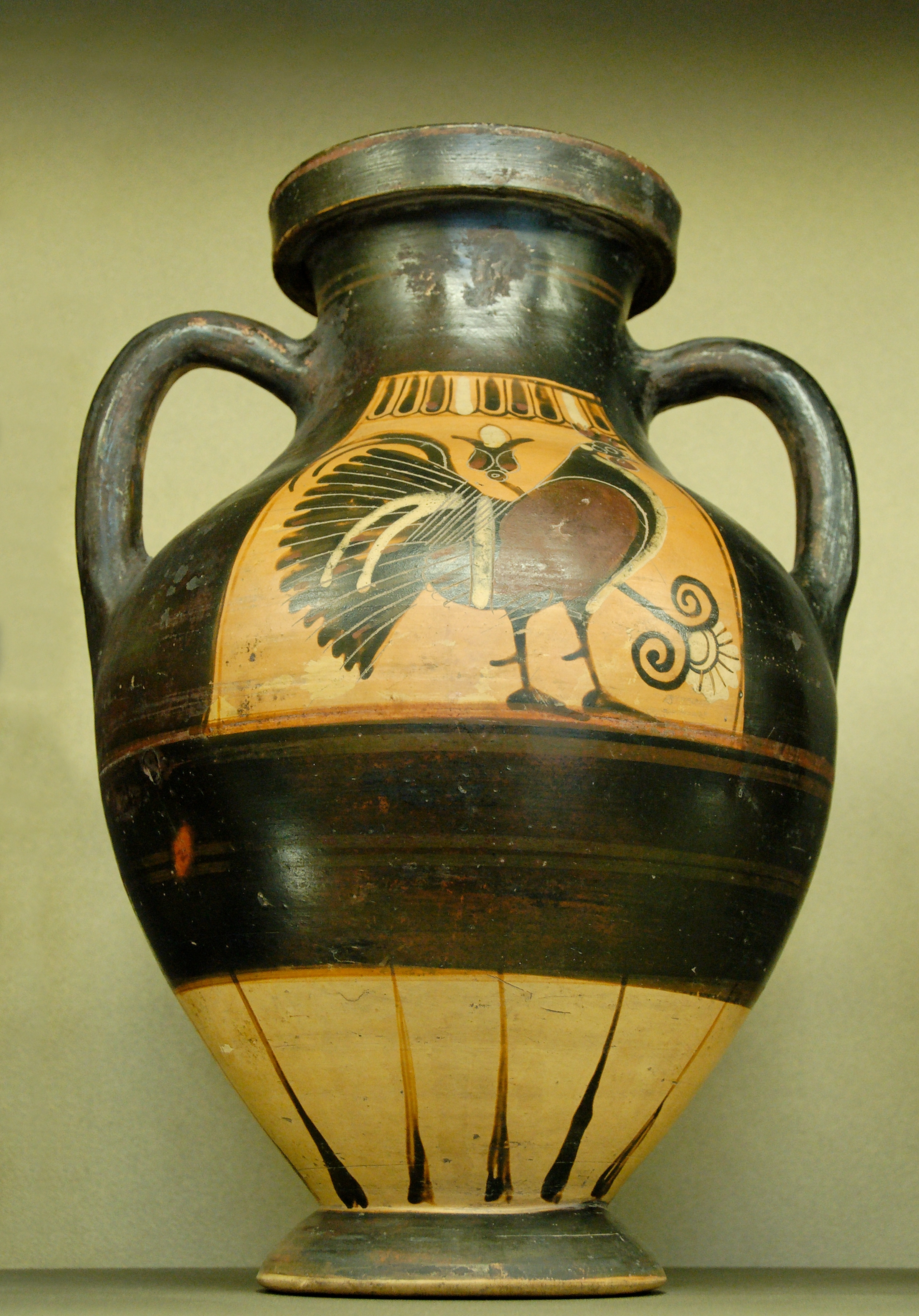
Amphore de la collection Mosselman : style corinthien récent, vers 575-550.

La famille Mosselman ou Mosselman du Chenoy est une ancienne famille de la bourgeoisie belge, originaire de Bruxelles. Ses membres se sont illustrés dans la boucherie à Bruxelles, le commerce, l'industrie, la banque, la politique et mécénat.

## Origines
Le plus ancien porteur de ce nom est Olivier Mosselman, originaire de Linkebeek dans le Brabant, dont le fils Jan fut reçu bourgeois de Bruxelles le 1er décembre 1369. L'on mentionne aussi, comme premiers porteurs du nom, et peut-être comme membres de la même famille, Peter Mosselman à Tervueren en 1356, Gossuinus Mosselman fils de feu Joannes, de Londerzele, reçu bourgeois de Bruxelles en 1404.
Les Mosselman cités ci-avant ne peuvent cependant pas être rattaché aux Mosselman de la famille contemporaine.
En 1482 déjà, Jean Mosselman fut choisi comme bourgmestre des Nations.
Les membres de la famille Mosselman exercèrent le métier de boucher pendant six siècles à Bruxelles, accédant au poste de doyen de la Nation de Notre-Dame.

## Héraldique
| Armes de Jean Mosselman, receveur de la ville de Bruxelles, en 1488 |  | de ... à une rencontre de bœuf de ... ; au chef de ... chargé de deux roses de ..., accompagnées, en pointe, d'une étoile à cinq rais de .... Tenant : un ange de .... |
| Variante                                                            |  | écartelé: aux 1 et 4 d'argent à la bande ondée de gueules, accompagnée de dix billettes du même (t'Kint de Roodenbeke); au 2 et 3 parti-émanché d'argent et de gueules (Lignage Sweerts); sur le tout, de gueules à la tête et col de bœuf d'or, au chef cousu d'azur chargé de trois roses d'argent boutonnées d'or (Mosselman) |
| Depuis la fin du XVIIe siècle, les armes des Mosselman sont :       |  | de gueules à la tête et col de bœuf, posée de côté vers la dextre, au chef cousu d'azur chargé de trois roses d'argent boutonnées d'or, avec pour cimier, une rose dans un vol de gueules. |

## Généalogie
La branche contemporaine de la famille Mosselman peut être établie comme suit : 
I. Jean Mosselman, vivant en 1489, dont :
II. Jean Mosselman, mort avant 1522 qui épousa Catherine van Appelteren, dont :
III. Antoine Mosselman, marchand de sydelakenen qui épousa Marguerite van Espen dite van Nieuwenhove, dont :
IV. Jean Mosselman, mort avant 1599 qui épousa Germyne van der Smissen, dont :
V. Jan Mosselman qui épousa Helwige van Eeckout, fille de Jan et de Helwige Schotte, dont :
VI. Jan Mosselman qui épousa Anne Parys, dont :
VII. Jérôme Mosselman vivant en 1666, qui épousa Clara van der Borcht, dont :
VIII. Peter Mosselman, baptisé à Bruxelles (Saint-Géry) le 2 décembre 1659, épouse en premières noces à Bruxelles (Notre-Dame de la Chapelle) le 25 juillet 1688 Marguerite Cortenberghs ou van Cortenberg. En secondes noces, il épouse à Bruxelles (Saint-Nicolas) le 16 octobre 1695 Jeanne Marie van Noterschaten (ou Noterschaeten, Noterschatten, ...). Dont du premier mariage :
IX. Jacques Dominique Mosselman (ci-après) qui épousa à Bruxelles Catherine van de Velde, et qui sont des ancêtres directs de Sa Majesté la reine Paola.
À cette famille appartiennent ainsi comme descendants du premier mariage de Peter Mosselman (VIII) avec Marguerite Cortenberghs :
- Jacques-Dominique Mosselman (1694-1757),
  - Jacques-Dominique Mosselman (nl) (1719-1781), boucher, qui épousa Barbe t'Kint.
    - Etienne Mosselman (nl) (1751-1831), avocat, lignager admis au Lignage Roodenbeke en 1781, échevin de la ville de Bruxelles, et figure de la révolution brabançonne.
    - Corneille-François Mosselman (nl) (1753-1829), boucher, commerçant, descendant des Lignages.
      - Théodore Mosselman du Chenoy (1804-1876), sénateur belge.
        - Laure Mosselman du Chenoy, (1851-1925), mariée au prince Ruffo di Calabria. Elle est la grand-mère de la reine Paola de Belgique.

    - François-Dominique Mosselman (1754-1840), banquier, maître de forges, qui eut onze enfants, dont :
      - Jeanne Mosselman (1799-1867), qui épousa Henry-Frédéric Fontenilliat (1793-1864), receveur général et régent de la Banque de France.
      - Lise Mosselman (1800-1862), qui épousa le banquier Denis Sauvage (1800-1870), dont descend Anne-Aymone Sauvage de Brantes, épouse de Valéry Giscard d'Estaing.
      - Fanny Mosselman (1808-1880), mieux connue sous le nom de Fanny Le Hon, mariée en 1827 avec Charles Le Hon (plus tard comte Le Hon) et maîtresse d'entre autres Charles, duc de Morny.
        - Léopold Le Hon (1832-1879), député, chef de cabinet du duc de Morny.
        - Louise Le Hon (1838-1931), qui épousa le prince Stanislas Poniatowski (1835 - 1908), et qui sont les arrière-grands-parents du ministre de l'Intérieur Michel Poniatowski[8].

      - Alfred Mosselman (1810-1867), industriel et mécène.

  - François-Dominique Mosselman (1724-1775).

Et comme descendants du second mariage de Peter Mosselman (VIII) avec Jeanne Marie Noterschaten :  
- Pierre-Dominique Mosselman (1698-1763), époux de Barbe t'Kint (homonyme de l'épouse de Jacques Dominique Mosselman, cité plus haut).
  - Jérôme Mosselman (1729-1780).
    - Dominique Mosselman (nl) (1758-1830).
    - Guillaume-François Mosselman (1776-1861), armateur à Anvers.
    - Dominique-Joseph Mosselman (1778-ca 1850).

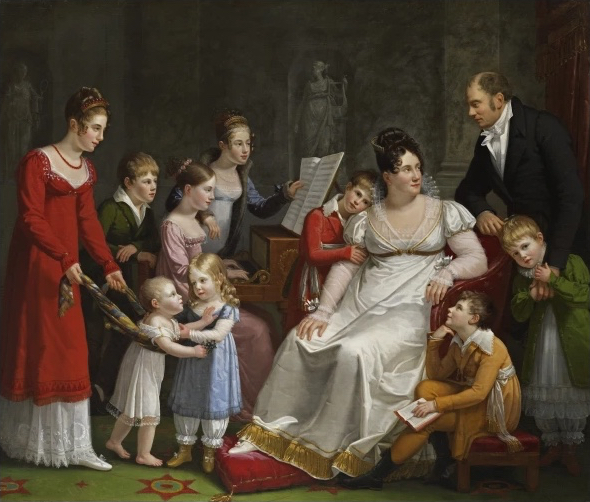
Portrait de la famille Mosselman.
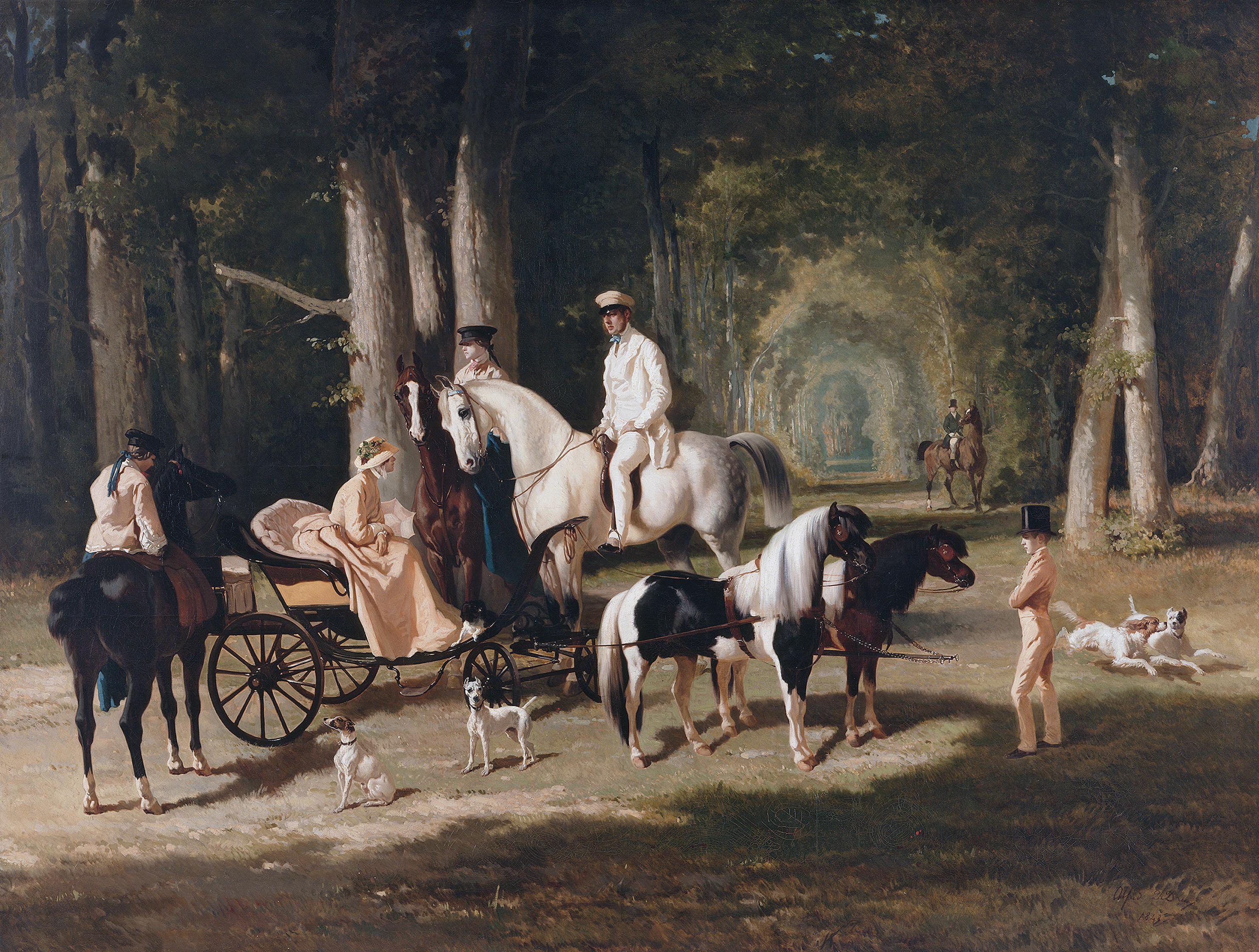
Portait de M. et Mme Alfred Mosselman et de leurs deux filles.

## Personnalités
- Alfred Mosselman, industriel et mécène.
- Fanny Mosselman, maîtresse du duc Charles de Morny.
- François-Dominique Mosselman, banquier et maître de forges.
- Laure Mosselman du Chenoy, grand-mère de la Reine Paola de Belgique.
- Lise Mosselman (1800-1862), ancêtre de Anne-Aymone Sauvage de Brantes, épouse de Valéry Giscard d'Estaing.
- Theodore Mosselman du Chenoy, banquier et homme politique belge.
- Fernand Mosselman (1853-1933), sénateur belge.